# Чжуан Чжуаньин
Чжуан Чжуаньин (кит. трад. 莊鵑瑛; род. 28 февраля 1985) — тайваньская актриса и певица, солистка инди-поп-дуэта katncandix2 и сольная исполнительница, также известная под псевдонимом Сяоцю.

## Биография
Чжуан Чжуаньин родилась в 1985 году.
Она изучала английскую и американскую литературу в Университете Алетейя, но оставила учёбу ради музыкальной карьеры. Она участвовала в конкурсе караоке на своём факультете, где её заметил один из судей — Шэнь Шэнчжэ, будущий продюсер коллектива Marshmallow. Помимо этого, Чжуан активно занимается актёрской деятельностью, снимаясь в кино и на телевидении, а также выступая на театральной сцене.
Чжуан Чжуаньин дебютировала на экране в 2017 году, сыграв главную роль одинокой молодой флористки Синь в музыкальном романтическом фильме режиссёра Вэй Тэшэн «52 Гц, я люблю тебя». Фильм, как и игра начинающей актрисы, получил неоднозначные отзывы, а в местном прокате и вовсе провалился. В том же году она выпустила свой первый студийный альбом The Direction of the Stars.
В настоящее время Чжуан Чжуаньин также занимается астрологией и альтернативной медициной, ведёт соответствующие курсы и выступает с лекциями.